# Pakoslav
Pakoslav je malá vesnice, část obce Křelovice v okrese Plzeň-sever v Plzeňském kraji. Nachází se asi dva kilometry západně od Křelovic. Pakoslav je také název katastrálního území o rozloze 4,28 km².

## Název
Název vesnice je odvozen ze jména Pakoslav ve významu Pakoslavův dvůr. V historických pramenech se název vsi objevuje ve tvarech: Pakosslaw (1379), Pakoslaw (1397), „v Pakoslavi“ (1446), Pokislau (1788) nebo Pokeslaw (1838).

## Historie
První písemná zmínka o Pakoslavi pochází z roku 1379, kdy byla vesnice rozdělena do několika statků, z nichž jeden patřil vladykovi Jindřichovi. Později ve čtrnáctém století ve vsi sídlila vedlejší rodová větev rytířského rodu z Prostiboře, z nichž byl roku 1397 zmíněn Frycek z Prostiboře. S manželkou Sudkou měli syna Jana Hvozdíře, kterému část vsi patřila v letech 1406–1457. Druhou část vsi držel Václav z Brodů, ale není jasné, který z nich sídlil na tvrzi. Další zmínka pochází až z roku 1544, kdy vesnice patřila k Trpístům, u kterých zůstala až do zrušení patrimoniální správy v roce 1848. Panské sídlo zaniklo nejspíše už před rokem 1544. František Palacký popsal ještě jeho zbytky, ale na začátku dvacátého století už nebyly patrné.
Od roku 1612 Pakoslav patřila Švamberkům, kteří ji spravovali ze svého panství Třebel-Krasíkov. V roce 1659 panství koupil Jan Kryštof Ferdinand Heissenstein na Starhenbergu, který Trpísty a Pakoslav roku 1677 prodal Marii Maxmiliáně Terezii Sinzendorfové. Roku 1793 vesnici získal Antonín Lexa z Aehrenthalu a v roce 1824 je zdědila jeho dcera Jana, provdaná Wiederspergová.
V roce 1928 byla ve vsi založena knihovna, která po založení měla třicet svazků. Obci patřila kovárna (čp. 23) a od roku 1928 také rozšířená školní budova (čp. 32), v níž fungovala expozitura šipínské školy. Výstavba budovy na řadu let zatížila obecní rozpočet. Do vesnice dlouho vedly jen polní cesty. Po roce 1938 se obec snažila prosadit vybudování silnice z Křelovic přes Pakoslav do Konstantinových Lázní, kde byl nejbližší poštovní a telegrafní úřad nebo železniční zastávka. Silnice ale postavena nebyla. Asfaltové silnice do Křelovic se vesnice dočkala až okolo roku 1970.

## Obyvatelstvo
Při sčítání lidu v roce 1921 zde žilo 179 obyvatel (z toho 87 mužů) německé národnosti a římskokatolického vyznání. Podle sčítání lidu z roku 1930 měla vesnice 142 obyvatel se stejnou národnostní i náboženskou strukturou.
| Rok            | 1869 | 1880 | 1890 | 1900 | 1910 | 1921 | 1930 | 1950 | 1961 | 1970 | 1980 | 1991 | 2001 | 2011 | 2021 |
| -------------- | ---- | ---- | ---- | ---- | ---- | ---- | ---- | ---- | ---- | ---- | ---- | ---- | ---- | ---- | ---- |
| Počet obyvatel | 166  | 174  | 157  | 171  | 166  | 179  | 142  | 65   | 53   | 64   | 46   | 37   | 24   | 28   | 26   |
| Počet domů     | 28   | 29   | 27   | 28   | 28   | 26   | 29   | 18   | 17   | 13   | 12   | 10   | 16   | 15   | 15   |

## Obecní správa
Po zrušení patrimoniální správy v roce 1848 se Pakoslav roku 1850 stala obcí v politickém okrese Planá a soudním okrese Bezdružice. Roku 1868 byla obec začleněna do politického okresu Teplá, který se v roce 1902 sloučil s politickým okresem Planá.
Po vzniku Československa se dominantní politickou stranou ve vsi stal Německý svaz zemědělců a v roce 1935 byla založena místní odbočka Sudetoněmecké strany. Činnost Německého svazu zemědělců pak byla pozastavena. Po uzavření Mnichovské dohody se Pakoslav stala součástí Říšské župy Sudety. Obecní úřad byl zrušen v květnu 1945, kdy jeho činnost převzala místní správní komise.
Od 1. ledna 1963 do 31. prosince 1985 byl částí obce Křelovice v okrese Plzeň-sever. Od 1. ledna 1986 do 31. prosince 1991 byl částí obce Pernarec v okrese Plzeň-sever. Od 1. ledna 1992 je opět částí obce Křelovice v okrese Plzeň-sever. V letech 1950–1962 k obci patřily Mydlovary.

### Starostové
Starosty obce byli:
- Josef Janda (1928–1932)
- Franz Pöpperl (1932–1933, vládní komisař)
- Wenzel Dorschner (1933–1938)
- Rudolf Jäger (od roku 1938)

## Pamětihodnosti
Ve vesnici se nachází kaple svatého Antonína z roku 1922. Vede tudy cyklotrasa číslo 2214.

## Další fotografie

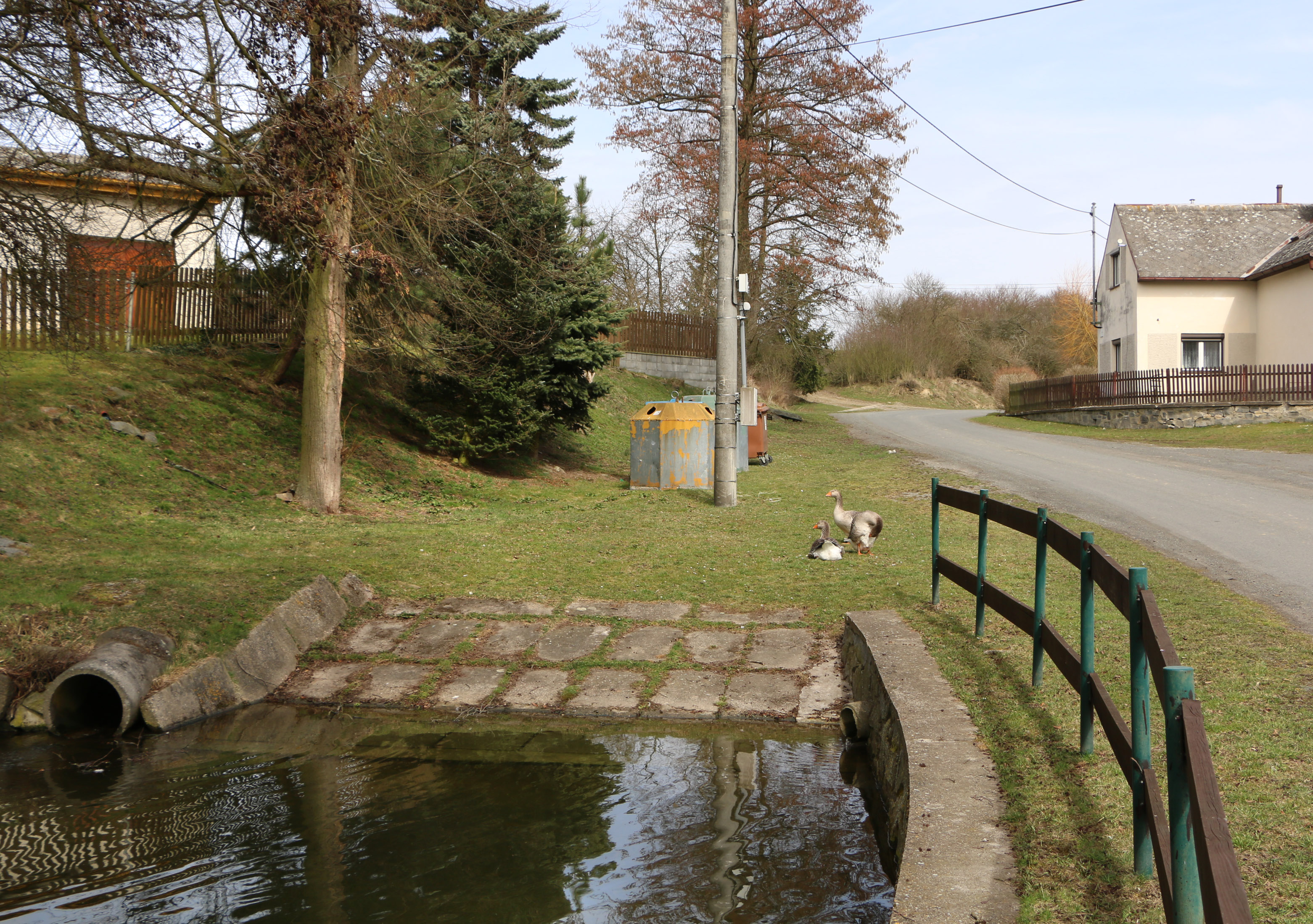
Požární nádrž
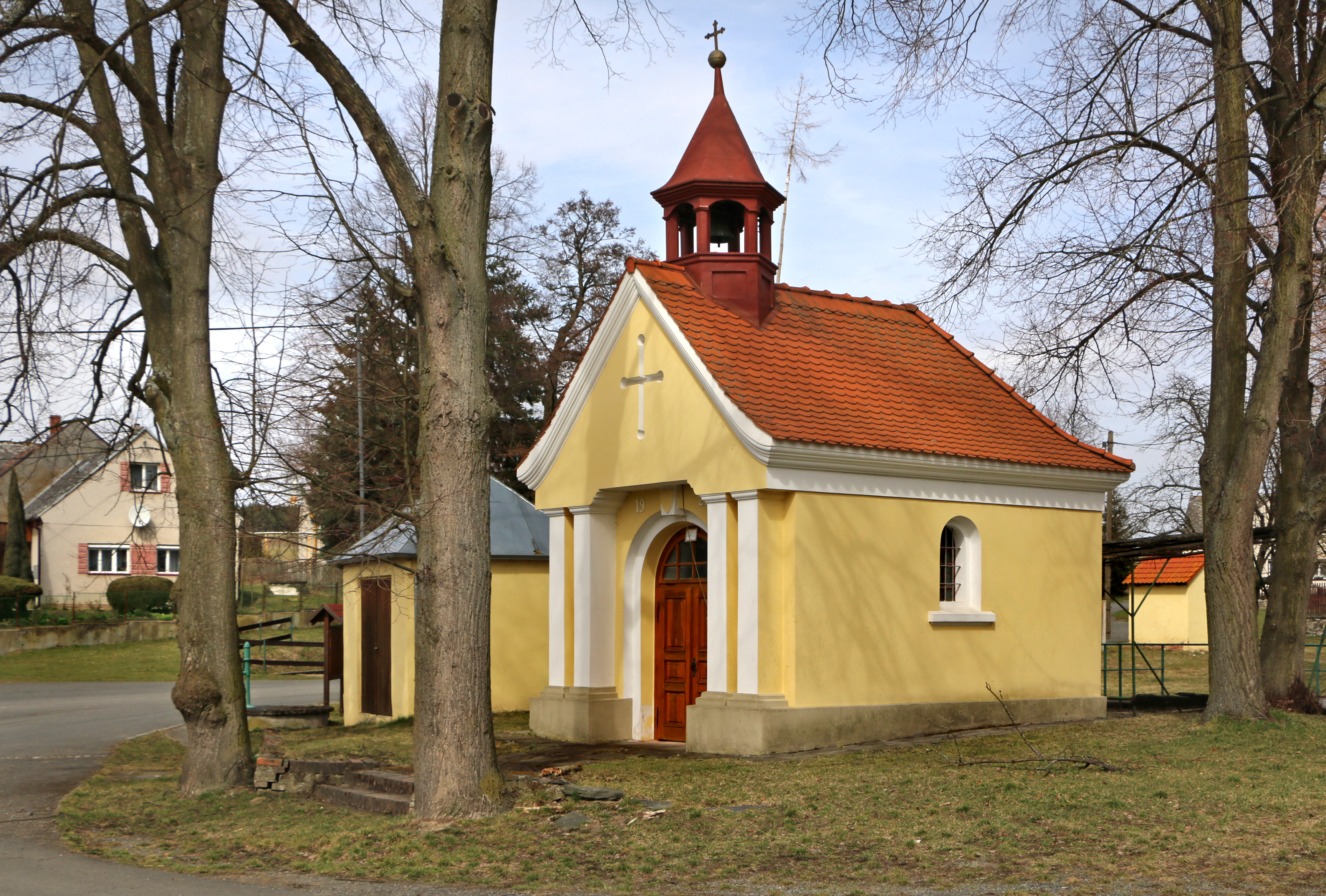
Kaple svatého Antonína Paduánského
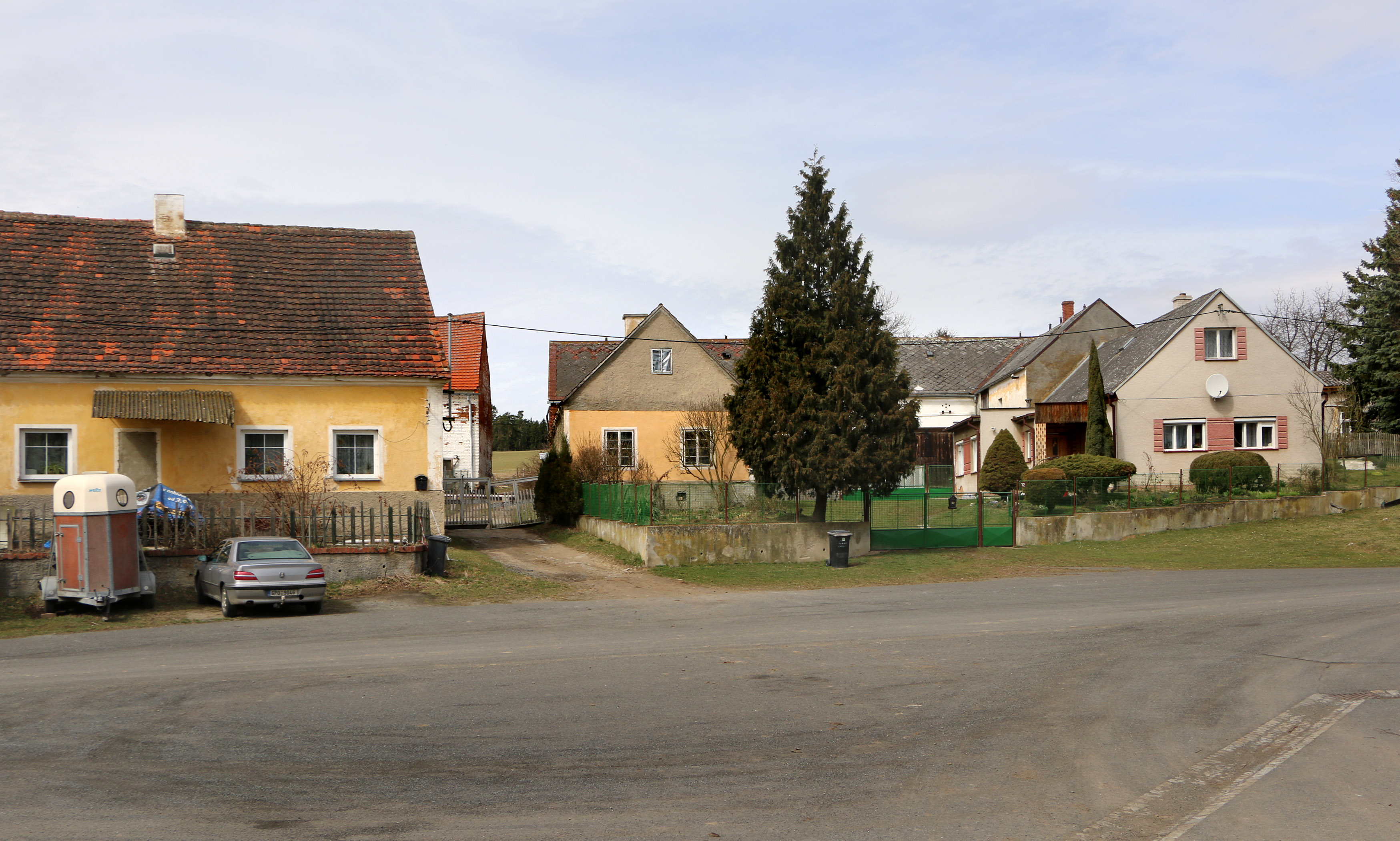
Domky na návsi
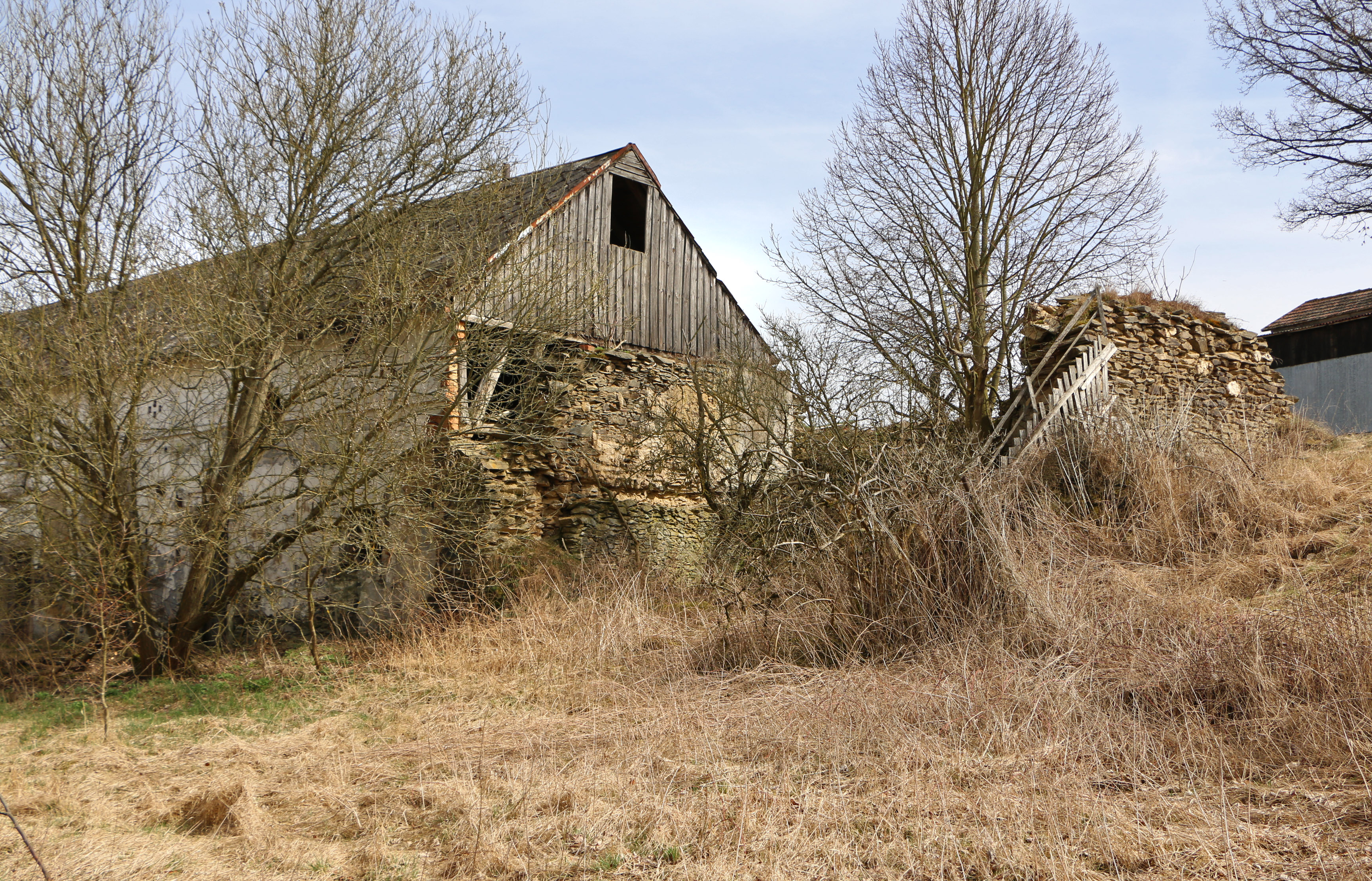
Zborcená stodola